# Abdiuşağı, Ağaçören
Abdiuşağı là một xã thuộc huyện Ağaçören, tỉnh Aksaray, Thổ Nhĩ Kỳ. Dân số thời điểm năm 2010 là 97 người.